# The Shield (nhóm đô vật chuyên nghiệp)
The Shield là một nhóm đô vật chuyên nghiệp ở WWE, bao gồm Dean Ambrose, Seth Rollins, và Roman Reigns.
Nhóm ra mắt trong tháng 11 năm 2012 tại Pay-Per-View (PPV) Survivor Series, và sau đó tuyên bố ý định của mình để chống lại những gì mà họ cho là "bất công" trong WWE. Ambrose từng nắm giữ WWE United States Championship (Đai vô địch nước Mĩ). Nhóm được biết đến với trang phục màu đen (đặc biệt là áo khoác bảo vệ của nhóm), xu hướng của nhóm là tấn công những đô vật trên ringside. Gimmick của nhóm là tinh thần đoàn kết nhóm và sẵn sàng hy sinh bản thân vì nhóm, và lý đo đó nhóm đạt được chiến thắng bằng cách áp đảo đối thủ với số đông hơn sau khi mất khả năng đồng đội của nhóm. "The Shield" đã đánh bại "The Evolution" vào ngày 3 tháng 6 năm 2014, nhưng vào ngày tiếp theo, 4 tháng 6, Seth Rollins đã bất ngờ phản bội "anh em" của mình (Roman Reigns và Dean Ambrose), dẫn đến sự tan rã của "The Shield".
Nhưng mặc dù vậy, "The Shield" được xem là một trong những nhóm đô vật áp đảo nhất từ trước đến nay, và khán giả vẫn mong "The Shield" sẽ tái hợp một ngày nào đó. Và ngày đó đã đến, ngày 9 tháng 10 năm 2017, Roman Reigns, Seth Rollins và Dean Ambrose thực hiện đòn Triple Powerbomb lên The Miz, đánh dấu sự tái hợp của The Shield, với Reigns trở thành thủ lĩnh nhóm tiếp tục. Đến tháng 12 năm 2017, nhóm tiếp tục tan rã khi Ambrose bị chấn thương và tái hợp vào ngày 20 tháng 8 năm 2018 tại Raw để ngăn Braun Strowman cash-in Money in the Bank của anh ta với Reigns. Tuy vậy, tháng 10 cùng năm, một lần nữa nhóm tan rã khi Reigns bị ung thư máu và Ambrose sau đó phản bội Rollins. Khi Reigns trở lại vào tháng 2 năm 2019 và thông báo rằng mình đã thuyên giảm, họ đã tái hợp và chiến thắng trận sự kiện chính tại Fastlane. Dù được quảng bá là trận cuối của The Shield, nhưng họ đã tái hợp tại sự kiện đặc biệt The Shield's Final Chapter, mới là trận cuối sau khi Ambrose chấm dứt hợp đồng với WWE.

## Khái niệm
Ý định của The Shield thường bao gồm chiến đấu những gì nhóm cho là "bất công". Nhóm cũng được biết đến với bộ trang phục màu đen của nhóm (đặc biệt là áo khoác của nhóm), xu hướng của nhóm là tiếp cận mục tiêu từ dưới sàn đấu, và khẩu hiểu quen thuộc của nhóm, và được quay từ một góc nhìn người sử dụng máy quay của WWE. Nhân vật của ba người là một nhóm làm việc theo tính đoàn kết và sẵn sàng hy sinh bản thân vì lợi ích của nhóm, và đã đạt được chiến thắng áp đảo trước đối thủ với tính đoàn kết và làm mất khả năng đồng đội của đối thủ. Ngoài ra, nhóm được huấn luyện bởi Joey Mercury là người đứng sau thành công của The Shield.

## Lịch sử

### Lính đánh thuê của CM Punk

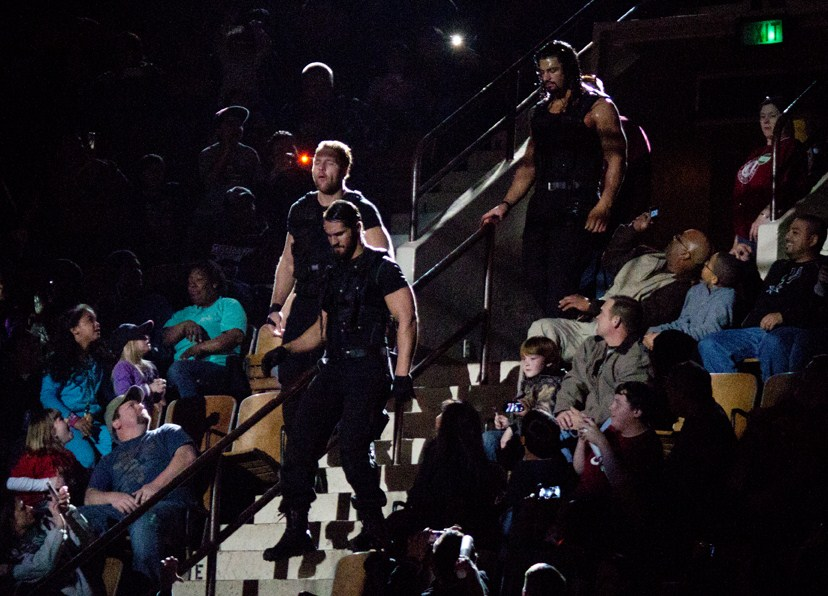
The Shield trình diễn sự xuất hiện của họ.

Nhóm ra mắt vào ngày 18 tháng 11 năm 2012 tại PPV Survivor Series, khi ra mắt nhóm bao gồm Ambrose, Reigns, và Rollins can thiệp vào sự kiện chính, một trận đấu ba tay ba giữa CM Punk, John Cena, và Ryback tranh đai WWE Championship. Nhóm thực hiện "powerbombed" lên Ryback qua bàn bình luận, và thừa cơ hội ấy Punk pin Cena giành chiến thắng trận đấu và giữ lại đai của mình. Nhóm nhận mình là "The Shield", và tuyên bố sẽ chống lại sự bất công ở WWE. The Shield xuất hiện bằng cách đi bộ xuống qua đám đông. Mặc dù tuyên bố rằng nhóm không hợp tác với CM Punk hay Paul Heyman. Trong vài tuần tới, ở cả RAW và SmackDown, nhóm thường xuyên xuất hiện trong đám đông để tấn công đối thủ của Punk như Ryback, The Miz, và WWE Tag Team Champions Team Hell No (Kane và Daniel Bryan). Nhóm cũng tấn công Randy Orton sau khi anh đánh bại Brad Maddox; Maddox là trọng tài đã giúp Punk đánh bại Ryback trong trận Hell in a Cell tranh WWE Championship. Điều này dẫn đến trận đấu đầu tiên của nhóm tại PPV TLC, nơi nhóm phải đối mặt với Ryback và Team Hell No trong trận đấu Tables, Ladders, và Chairs, và nhóm giành chiến thắng.
Sau TLC,nhóm tấn công bất cứ ai có liên quan đến "Punk và Maddox" như Ric Flair, Brodus Clay, và Sheamus, The Shield nhanh chóng mở rộng cuộc tấn công vào một số nhân vật "face", chẳng hạn như Mick Foley và Ricardo Rodriguez. Trong các cuộc tấn công của The Shield cũng được ghi hình qua TV và làm cho các đô vật chấn thương, chẳng hạn như Randy Orton và Sin Cara, họ bị chấn thương sau cuộc tấn công đó.
Ngày 2 tháng 1 năm 2013 tại NXT, đã được ghi hình trước vào ngày 6 tháng 12 năm 2012, The Shield xuất hiện lần đầu tiên của họ trong NXT, mặc dù Reigns và Rollins vẫn là đô vật có từ trước ở đây và Rollins đang giữ NXT Championship. Rollins bảo vệ đai của mình chống lại Corey Graves, Ambrose và Reigns tấn công Graves làm cho trận đấu bị hủy bỏ, Rollins vẫn giữ được chiếc đai. The Shield sau đó tấn công toàn bộ phòng thay đồ của NXT nhưng đã bỏ qua khi thấy Big E Langston. Ngày 9 tháng 1 của NXT ghi hình sẵn như các tập phim trước, Rollins đối mặt Langston trong trận đấu No Disqualification Match tranh đai NXT. nhóm không được vào NXT khi các thành viên ngăn chặn họ, và Langston đánh bại Rollins giành được đai NXT.
Ngày 7 tháng 1 của RAW, The Shield một lần nữa giúp đỡ CM Punk bằng cách tấn công Ryback trong trận đấu Tables, Ladders and Chairs cho WWE Championship giữa họ, và kết quả là Punk giữ lại danh hiệu của mình. Vào tháng 1 ngày 21, RAW cuối cùng trước khi sự kiện 2013 Royal Rumble, The Shield sử dụng powerbombed lên The Rock, kết quả là Vince McMahon tuyên bố rằng sự can thiệp của nhóm trong trận tranh đai ấy sẽ tước bỏ chiếc đai của Punk. Bốn ngày sau đó trên SmackDown, Punk từ chối liên minh với The Shield và thông báo cho nhóm rằng anh không muốn nhóm can thiệp vào trận tranh đai sắp tới của mình. Tuy nhiên, trong trận tranh đai của Punk tại Royal Rumble, sự cố mất điện xảy ra và The Rock bị tấn công bởi The Shield trong bóng tối, dẫn đến Punk pin The Rock và giữ lại danh hiệu của mình. Trận đấu sau đó đã được tái đấu lại bởi Mr. McMahon, và kết quả The Rock giành được WWE Championship.
Ngày 28 tháng một trong RAW, The Shield tấn công John Cena, Sheamus và Ryback chịu chung số phận khi họ cố gắng cứu Cena. Sau đó trong chương trình, một thông tin được tiết lộ qua đoạn phim do Vince McMahon nói rằng, Paul Heyman và Punk đã yêu cầu The Shield và Brad Maddox làm việc cho họ.

### Chuỗi bất bại

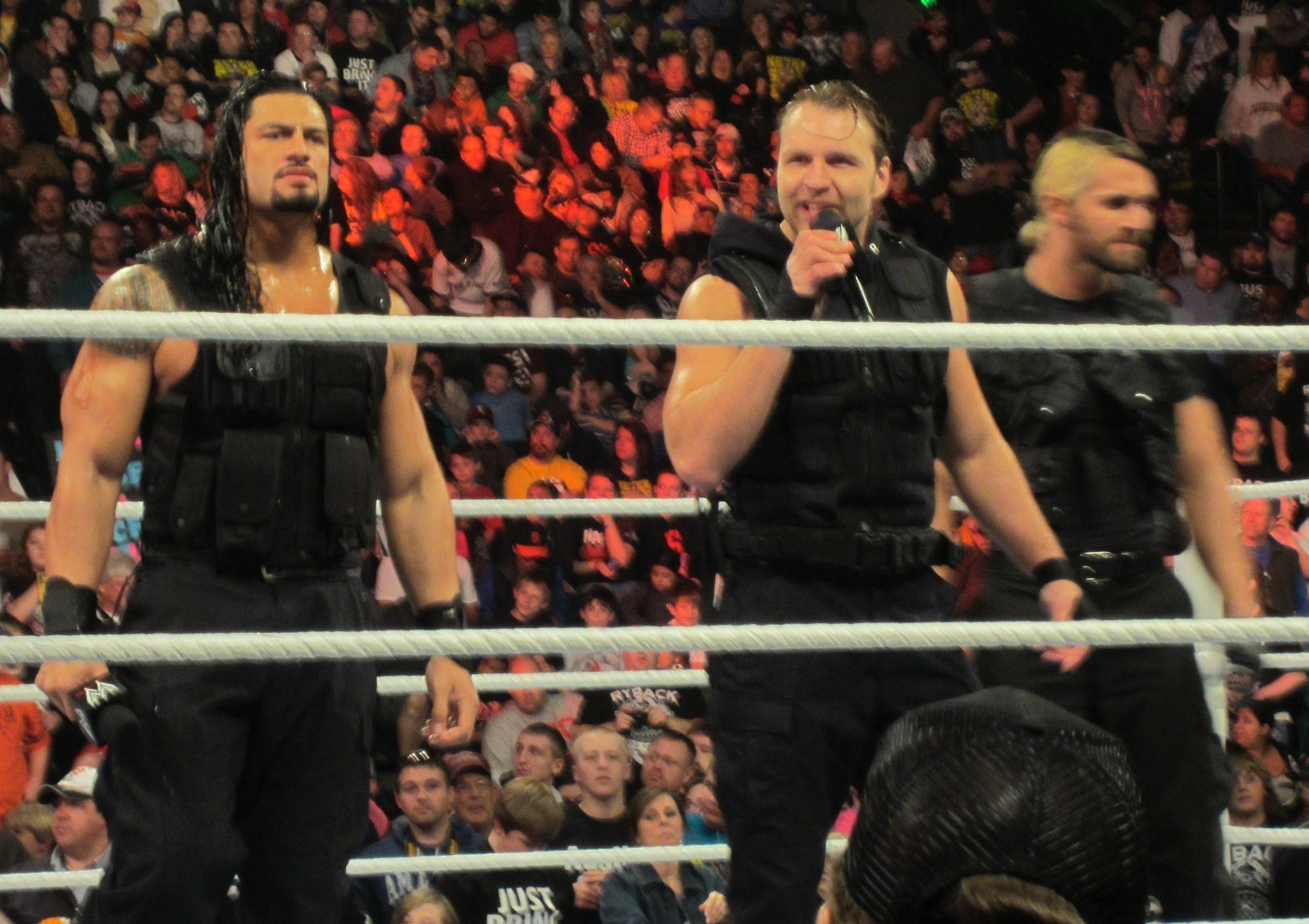
The Shield xuất hiện tại Raw trong tháng 2 năm 2013.

Tại 28 tháng một trong Raw, The Shield tấn công John Cena; Sheamus và Ryback chịu chung số phận khi cố gắng giải cứu Cena. The Shield phải chống lại tất cả các đô vật của WWE bất cứ lúc nào, bất cứ nơi đâu bao gồm có Cena, Ryback và Sheamus. Điều này thiết lập trận đấu six-man tag team vào ngày 17 tháng 2 tại PPV Elimination Chamber, và The Shield giành chiến thắng. The Shield có trận đấu đầu tiên của nhóm trên RAW đêm hôm sau, họ đánh bại Ryback, Sheamus, và Chris Jericho.
Sheamus sau đó thành lập một liên minh với Randy Orton và bắt đầu mối thù với The Shield. Vào ngày 01 tháng 3 của SmackDown, khi tấn công Orton trong trận đấu với Big Show, Shield vô tình bị Show tấn công ngược lại; The Shield do đó bắt đầu một mối thù với Big Show. Vào ngày 11 tháng 3 tại Raw, trận đấu đớn đầu tiên của The Shield khi Rollins phải đối mặt với Show; Show thắng khi The Shield tấn công ông do đó trận đấu bị hủy bỏ. Mặc dù hai lần giúp Orton và Sheamus chống lại The Shield, nhưng Show đã phản bội lại họ sau đó. The Shield sau đó thách thức Orton và Sheamus tìm thêm một thành viên và có một trận đấu với nhóm tại WrestleMania 29. Show tình nguyện gia nhập, nhưng Orton và Sheamus đã chọn Ryback là thành viên của họ. Trong khi đó, Mark Henry gây mất tập trung cho Ryback dẫn đến The Shield tấn công anh, Và Ryback được thiệt lập một trận đấu với Henry tại WrestleMania. Orton và Sheamus cuối cùng chấp nhận Show vào nhóm mặc dù họ không tin tưởng ông. Ngày 07 tháng 4 tại WrestleMania 29, The Shield đã tận dụng sự bất hòa của ba người kia và giành chiến thắng trong WrestleMania đầu tiên của họ.
Các đêm sau trong Raw, nhóm đã cố gắng để tấn công The Undertaker, nhưng cuối cùng buộc phải rút lui bởi khi Team Hell No xuất hiện. Trong 22 tháng 4 của Raw, The Shield đối mặt và đánh bại Undertaker, Kane và Bryan. Bốn ngày sau đó trên SmackDown, Ambrose có trận ra mắt đầu tiền của mình chống lại Undertaker nhưng bị đánh bại bởi submission, sau đó The Shield tấn công Undertaker và sử dụng powerbombed lên một cái bàn. Ba ngày sau trong Raw, nhóm đánh bại Team Hell No và WWE Champion John Cena trong trận đấu 6-Man Tag Team với kết quả Reigns pin Cena. Ambrose sau đó bắt đầu một mối thù với WWE United States Champion Kofi Kingston sau khi pin Kingston trong trận đấu 6-Man Tag Team có sự góp mặt của TheUsos. vào ngày 13 tháng 5 của Raw, chuỗi bất bại của The Shield trên truyền hình đã kết thúc khi tham gia 6-Man Tag Team khi Cena pin Rollins và bị tấn công bởi Reigns khiến trận đấu kết thúc bằng disqualifications.

### Championship; bảo vệ của Triple H
Seth Rollins (trái) và Roman Reigns (phải) đã từng là những nhà vô địch đồng đội WWE.

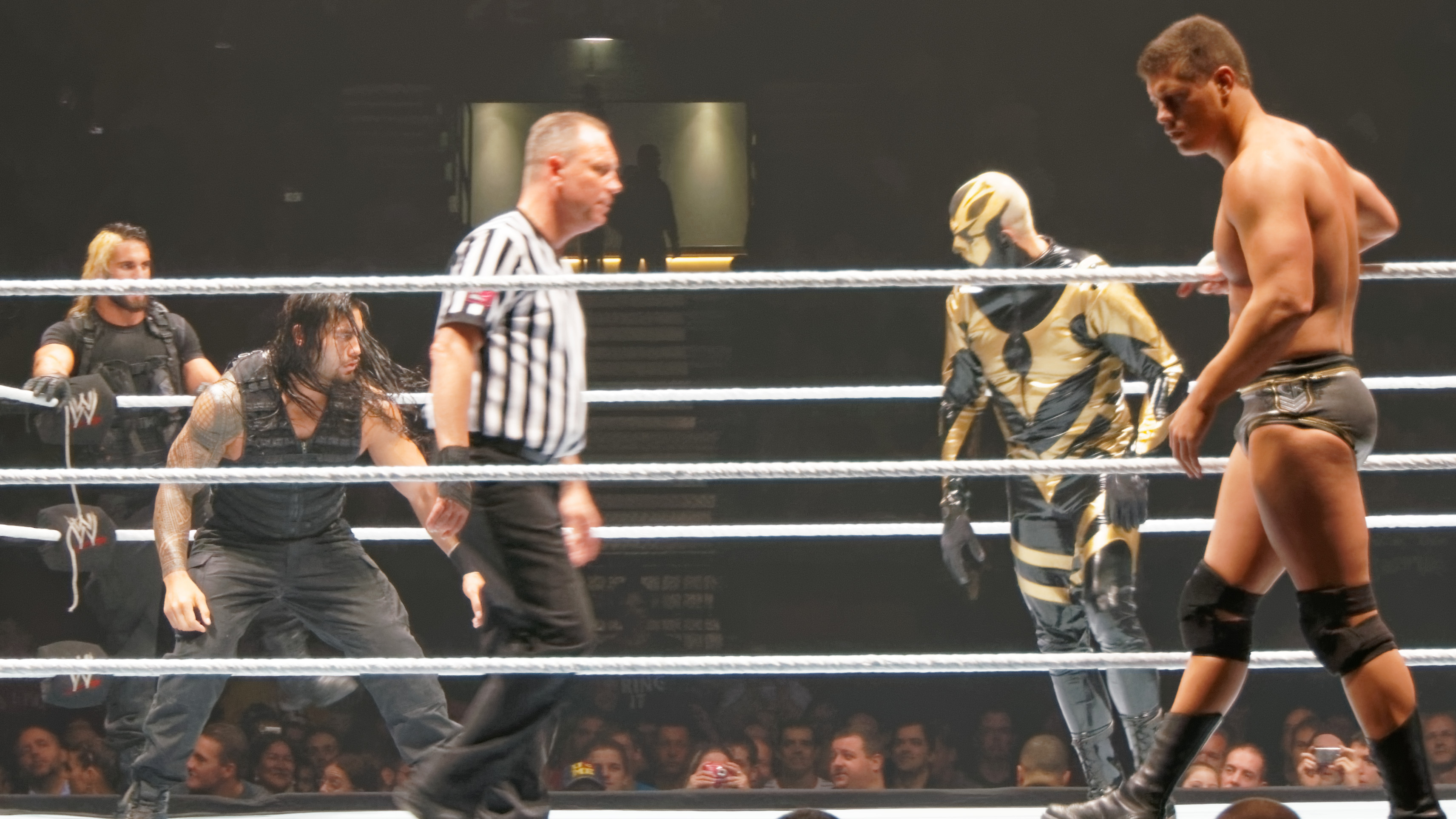
Rollins và Reigns mất WWE Tag Team Championship cho Cody Rhodes và Goldust.

Vào ngày 19 tháng 5 tại Extreme Rules, Ambrose đánh bại Kofi Kingston và trở thành tân vô địch WWE United States Championship. Tối hôm đó, Rollins và Regins đánh bại Tean Hell No và trở thành WWE Tag Team Championship. Ambrose đối mặt Kingston trong một trận tái đấu tranh đai tai SmackDown 24 tháng 5, và giữ lại đai khi Reigns và Rollins can thiệp gây ra Disqualification. Ambrose đánh bại Kingston trong một trận tái đấu tranh đai ba ngày sau đó ở Raw. Cũng trong đêm, Rollins và Reigns giữ lại đai trong một trận tái đấu tranh đai với Team Hell No. Vào ngày 14 tháng 6 SmackDown, kỉ lục không bị pin/không bị submission của The Shield đã kết thúc khi tham gia 6-Man Tag Team chống lại Team Hell No và Randy Orton, khi Daniel Bryan pin Rollins. Ba ngày sau tại WWE Payback, Ambrose đánh bại Kane thông qua count-out và vẫn giữ lại WWE Unites States Championship, và trong khi Reigns và Rollins đánh bại Bryan và Orton tiếp tục giữ đai. Các đêm sau trong Raw, Ambrose đã có một trận tái đấu tranh đai chống lại Kane và giữ lại đai nhờ sự giúp đỡ của Reigns và Rollins thông qua disqualification.
Sau khi The Shield tấn công Christian và Usos trở thành nhóm tranh đai WWE Tag Team Champions, sau khi The Shield bị đánh bại bởi họ tại SmackDown ngày 28 tháng 6. Vào ngày 14 tháng 7, tại pre-show Money in the Bank, Reigns và Rollins đánh bại Usos tiếp tục giữ lại WWE Tag Team Championship. Sau đó trong pay-per-view, nhóm can thiệp vào trận World Heavyweight Championship Money in the Bank ladder match nơi mà Ambrose tham gia trận đấu, nhưng họ bị Usos tấn công và Ambrose thất bại trong việc giành chiến thắng trận đấu. The Shield sau đó bắt đầu thù với Mark Henry, đánh bại Henry và Usos hai lần liên tiếp trong 6-Man Tag Team Match, nhưng lại để thua đội của Henry, Big Show và Rob Van Dam. Ambrose giữ lại chức vô địch của mình thông qua disqualification trước Rob Van Dam tại SummerSlam.
Các đêm sau trong Raw, Shield bắt đầu làm việc cho COO Triple H. Nhóm được phân công hỗ trợ WWE Champion và "bộ mặt của WWE " Randy Orton chống lại ứng cử viên, Daniel Bryan họ tấn công anh liên tục để bảo vệ WWE Champions Randy Orton và họ hợp tác với Orton để chống lại Bryan trong quãng thời gian dài. Sau đó Bryan thách đấu với từng thành viên của The Shield và anh có chiến thắng dễ dàng trước Dean và Seith nhưng trận Roman Reigns thì chưa xác định được vì 2 thành viên còn lại của The Shield lên phá khi trận đấu gần kết thúc kế đến là đô vật như Big Show và lên tiếng chống lại chế độ độc tài của Triple H. và cũng bị Shield hành hạ nhiều lần. Tại Night of Champions, tất cả thành viên của The Shield đều thành công giữ đai khi Ambrose đánh bại Ziggler, còn Reigns và Rollins đánh bại The Prime Time Players. Tại WWE Battleground, Cody Rhodes và Goldust có được một hợp đồng trở lại WWE khi đánh bại Rollins và Reigns trong một trận đấu không tranh đai. Vào ngày 14 tháng 10 trong Raw, Rollins và Reigns sẽ phải đối mặt với anh em nhà Rhodes một lần nữa cho WWE Tag Team Championship trong một trận đấu không có disqualification; nhóm bị mất đai sau khi có sự can thiệp của Big Show. Hai ngày sau tại WWE Maint Event, Ambrose bảo vệ thành công United States Championship trước Dolph Ziggler. Tại Hell in a Cell, Rollins và Reigns để thua trong trận three-way tag match tranh đai Tag Team chống lại anh em Rhodes và The Usos, còn Ambrose vẫn giữ lại chức lại đai của mình khi để thua Big E Langston bằng count-out.

### Rạn nứt trong The Shield

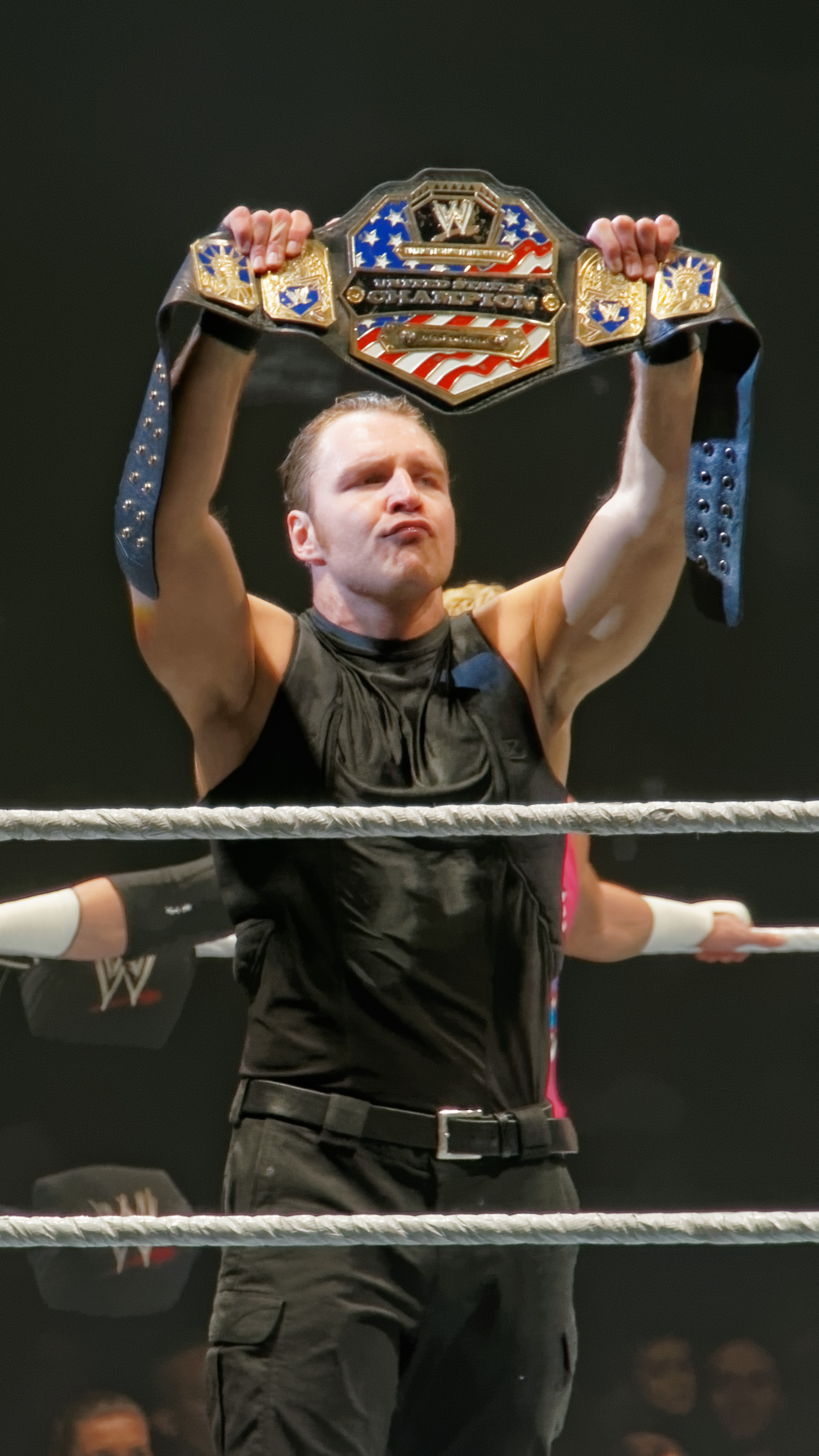
Trong tháng 11 năm 2013, Ambrose là thành viên duy nhất vẫn còn giữ đai, và đai của anh là đai vô địch Mỹ (WWE).

Những mâu thuận đầu tiên của nhóm đã được hiện rõ khi Ambrose khoe khoang việc mình là thành viên duy nhất còn lại có đai vô địch, nhưng từ đó về sau Ambrose thường được thấy trong các trận đấu của The Shield. Tại Survivor Series, The Shield hợp tác với The Real American (Jack Swagger và Antonio Cesaro) đánh bại nhóm Rey Mysterio, anh em nhà Rhodes và The Usos; Ambrose là người đầu tiên bị loại, Rollins là người thứ tư loại còn Reigns là người giành chiến thắng, và với thành tích pin 4 người.
Tiếp theo, sau khi bị chỉ trích từ Triple H, nhóm được kêu gọi tấn công Punk sau đó, nhưng Punk đã trả được thù tại TLC: Tables, Ladders & Chairs khi Punk chống lại The Shield trong Handicap Match sau khi Ambrose bị Spear từ Reigns và pin từ Punk. Bước vào năm 2014, sử sỉ nhục của Punk khiến cho sự bất hòa của nhóm càng tăng thêm, và Reigns và thành viên duy nhất của nhóm đánh bại Punk trong Single Match, mặc dù có sự can thiệp của Ambrose. Tất cả ba thành viên của The Shield đều tham gia 2014 Royal Rumble. Cuối trận đấu, Ambrose đã cố gắng loại bỏ được Reigns, nhưng Reigns đã trả đũa bằng cách loại Ambrose và lẫn Rollins. Reigns đã lập kỷ lục mới tại Royal Rumble, danh hiệu loại nhiều nhất với thành tích loại 12 người; còn Ambrose và Rollins chỉ loại được 3 người, và Rollins đã trụ được lâu nhất trận đấu khi mang số 2.
Trên Raw tiếp theo ngày 27 tháng 1 năm 2014, nhóm phải đối mặt với Daniel Bryan, Sheamus và John Cena để có cơ hội để vào trận Elimination Chamber tranh WWE World Heavyweight Championship, và bị thất bại khi có sự can thiệp của The Wyatt Family khi tấn công đối thủ của nhóm, gây ra disqualification. The Shield thề sẽ trả thù, do đó, một trận đấu đã được công bố giữa nhóm và The Wyatt Family tại Elimination Chamber. Ngày 10 tháng 2 trong Raw, người thách thức Ambrose đã được bật mí đó là Mark Henry, và Ambrose giữ lại đai của mình khi bị disqualification do sự can thiệp của nhóm; Còn Reigns đánh bại Henry mà không cần sự can thiệp của The Shield vào Raw tuần sau đó. Với việc The Shield và The Wyatt Family là heel (nhân vật phản diện), WWE đã sắp xếp cho mối thù này bằng việc để The Shield có một cuộc đối đầu với The Wyatt Family, mà hai bên không xảy ra ẩu đả. Tại Elimination Chamber, The Shield thua cho The Wyatt Family; trong trận đấ, Ambrose và Bray đã có cuộc ẩu đã ngoài brawle, nhưng Wyatt trở lại ringside và cũng không thấy Ambrose xuất hiện, khiến Rollins và Reigns bị áp đảo suốt trận đấu. Raw 03 tháng 3, Shield để thua Wyatt Family trong trận tái đấu khi có sự bất đồng, và do Rollins từ bỏ trận đấu dẫn đến thua trận; Rollins tuyên bố anh chịu đựng đủ rồi.
Tại WrestleMania 31, Seth Rollins đã dùng Money in the Bank để tham gia trận đấu giữa nhà vô địch hạng nặng thế giới WWE Brock Lesnar với Roman Reigns và Seth Rollins đã lấy được chiếc đai vô địch hạng nặng của Brock Lesnar.

### Mối thù với The Authority

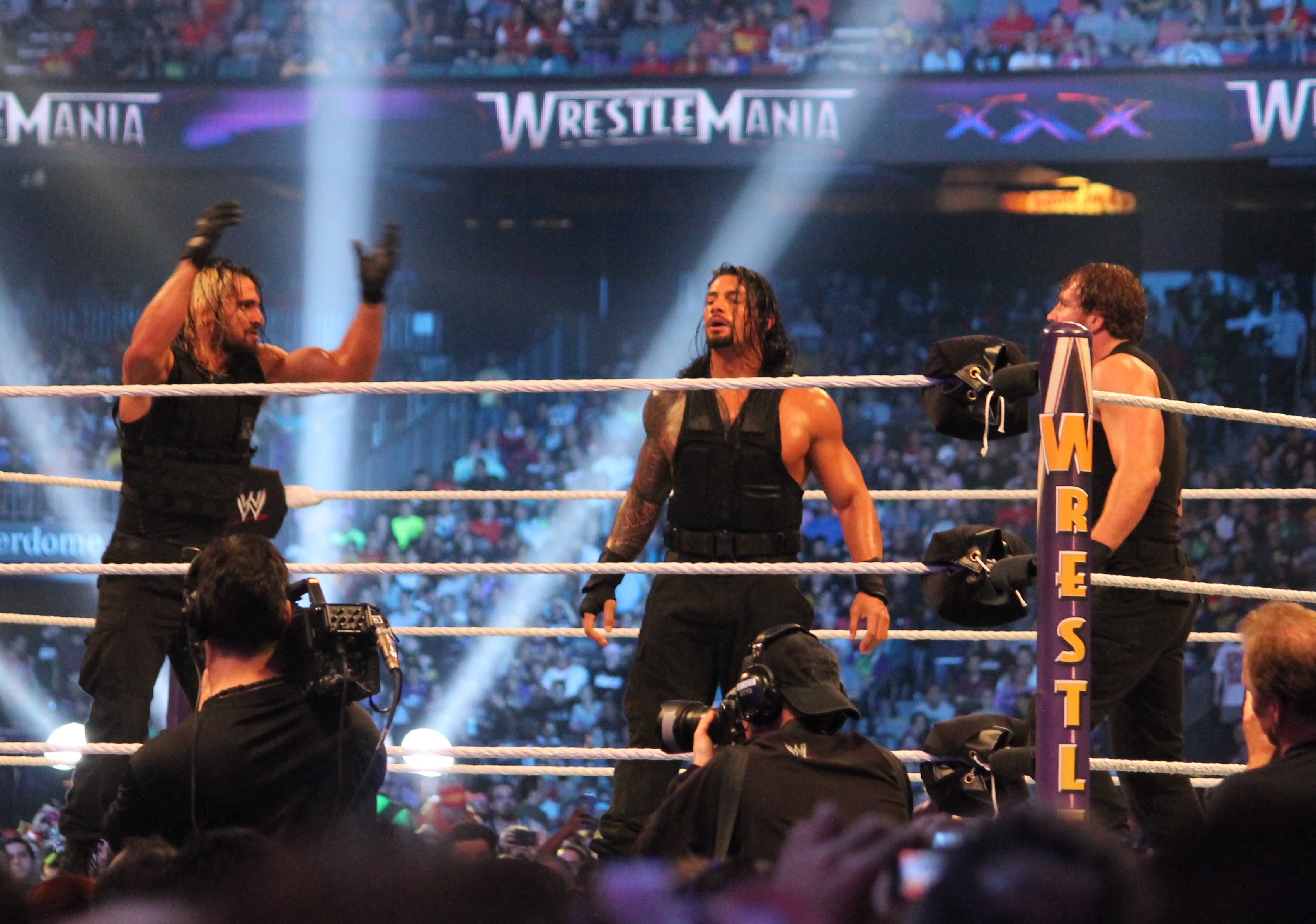
The Shield ăn mừng chiến thắng tại WrestleMania XXX.

Trên 07 tháng 3 SmackDown, các thành viên của Shield gặp nhau ở ring trong một bầu không khí nóng giận. Rollins có một cuộc nói chuyện ngắn với Ambrose và Reigns nhưng không có điểm chung với nhau. Sau đó Ambrose và Rollins xảy ra cuộc đánh nhau, và nhóm quyết định làm hòa.
Mối thù tiếp theo của The Shield là chống lại Kane, người đang đóng vai trò là "Giám đốc Điều hành" cho WWE. Kane đã ra lệnh The Shield tấn công Jerry "The King" Lawler trên 17 tháng 3 trong Raw, tuy nhiên The Shield đã từ chối và thay vào đó là tấn công trực tiếp vào Kane, do đó nhóm đã turn face và là lần đầu tiên nhóm chuyển sang vai face. Để trả đũa, Kane và The New Age Outlaws tấn công The Shield với sự giúp đỡ từ các nhóm như RybAxel (Ryback và Curtis Axel) và Real American sau một trận đấu của nhóm vào ngày 21 Tháng 3 trong SmackDown. Điều này thiết lập một trận đấu giữa The Shield chống lại Kane và The New Age Outlaws tại WrestleMania XXX, mà The Shield thắng một cách nhanh chóng.
Đêm tiếp theo trên Raw sau WrestleMania, Kane vô tình tiết lộ rằng Triple H chính là chủ mưu đứng đằng sau vụ tấn công Shield vào tháng trước tại SmackDown. Kết quả là, khi Triple H phải đối mặt với WWE World Heavyweight Champion Daniel Bryan trong một trận tranh đai sau khi Bryan bị tấn công bởi Kane, Randy Orton và Batista, Shield làm gián đoạn trận đấu để phản bội Triple H, nhằm đuổi hết tất cả các đô vật có mặt và bảo vệ Bryan. Trong ngày 8 tháng 4 tại Main Event, The Shield cuối cùng cũng đã đánh bại được The Wyatt Family trong một trận đấu 6-Man Tag Team. Trên 14 Tháng 4 trong Raw, sau khi Shield phục kích Batista và Randy Orton trước đó trong đêm, Shield bị buộc phải đối mặt với 11 đô vật trong một trận 11-on-3 Handicap Match, trận đấu kết thúc không kết quả sau khi Shield có cuộc ẩu đả với các đô vật và bị áp đảo về số lượng. Shield sau đó tiếp tục bị tấn công bởi Triple H, Orton và Batista, nhóm Evolution trở lại trong đêm đó. 11-on-3 trong sự kiện chính vào ngày 25 tháng 4, trước trận đấu, The Shield tấn công sáu trong số 11 đối thủ trong suốt SmackDown và đánh bại năm người còn lại trong trận Handicap. Trên SmackDown tiếp theo, Ambrose giữ lại đai vô địch của mình trong 4-Way match đấu với Alberto Del Rio, Curtis Axel và Ryback.
Tại sự kiện Extreme Rules, The Shield đánh bại Evolution. Tối hôm sau trong Raw, Ambrose buộc phải bảo vệ đai vô địch của mình trong 20-Man Battle Royal Match trong khi Rollins và Reigns không tham gia trận đấu. Ambrose là một trong hai người còn sót lại cuối cùng và anh để thua bởi Shieamus, kết thúc kỷ lục giữ WWE United States Championship với thanh tích 351 ngày. Một trận tái đấu giữa The Shield và Evolution đã được sắp xếp tại sự kiện Payback, với một quy định No Holds Barred và elimination match; Shield chiếm ưu thế hơn Evolution với việc không có bất kì thành viên bị loại.

### Sự phản bội của Rollins và giải tán

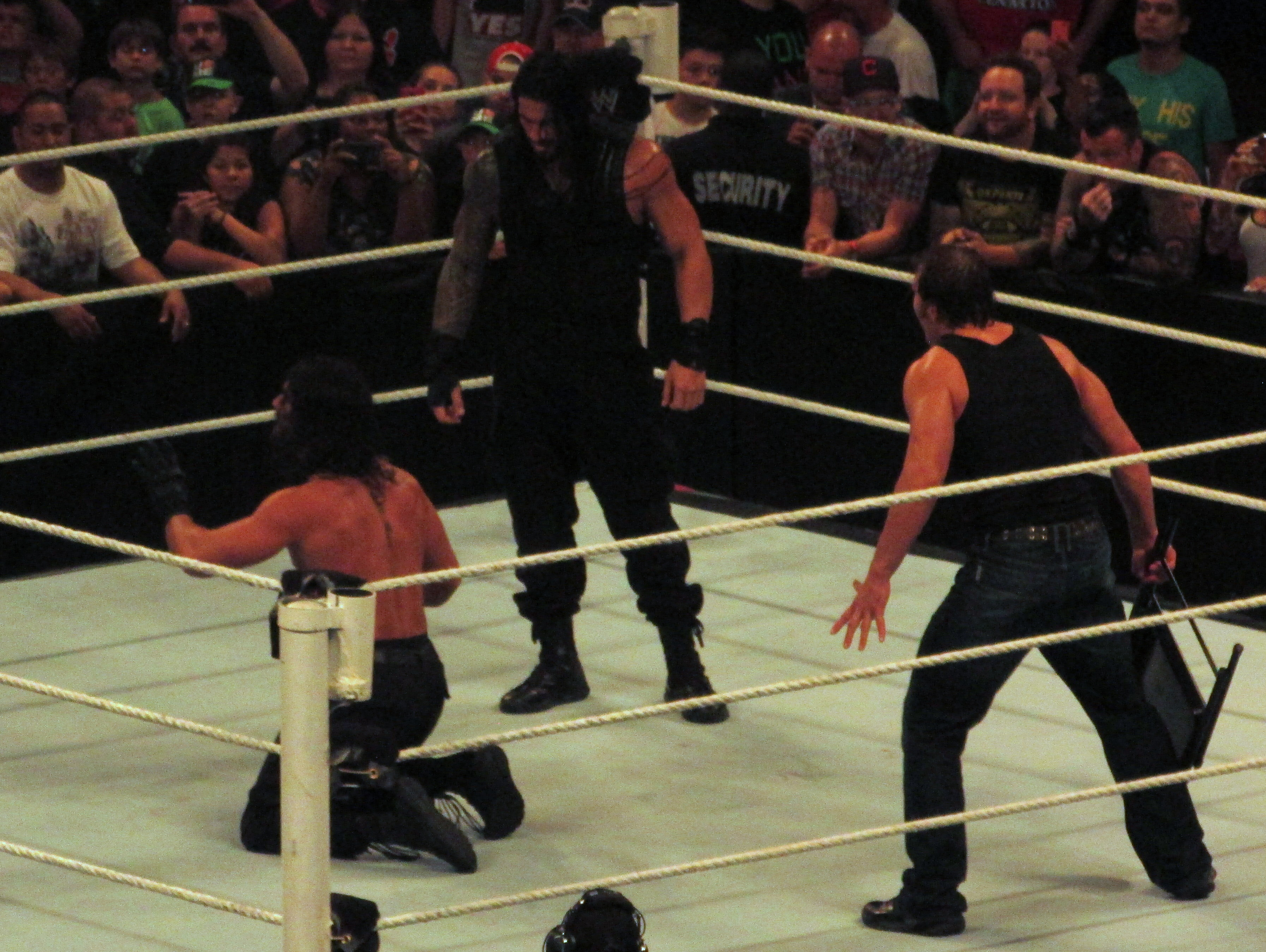
Sau khi rời khỏi The Shield, Seth Rollins (trái) đang phải đối mặt với 2 đồng đội cũ của mình.

Trên Raw sau Payback ngày 2 tháng 6, Triple H có ý định tiếp tục mối thù của Evolution với The Shield, nhưng Batista tuyên bố nghỉ việc do bất mãn với công ty. Trong đêm đó, The Shield đứng trên ring, và Triple H đã tuyên bố rằng ông đã phải dùng đến "kế hoạch B" trong việc phá hủy The Shield. Bằng việc Rollins cầm ghế tấn công tàn bạo vào Ambrose và Reigns, dấu hiệu cho việc Rollins rời nhóm. Tuần sau trong Raw, Rollins nói rằng mối quan hệ của anh với họ chỉ là vì công việc và tuyên bố rằng lý do anh rời nhóm là để tiếp tục lợi ích riêng của mình, với Ambrose và Reigns (vẫn còn trong The Shield) hợp tác với John Cena đánh bại The Wyatt Family.
Trong khi Ambrose và Reigns đã không có dấu hiệu chia rẽ, nhưng họ bắt đầu có những con đường riêng, như Ambrose tuyên bố rằng anh nhất định sẽ trả thù Rollins, trong khi Reigns nhắm tới hai kẻ thù của mình là Triple H và Randy Orton. Trên 20 tháng 6 của SmackDown, Ambrose ra mắt nhạc nền mới và anh không còn mặc trang phục của The Shield nữa. Đến thời điểm này, Rollins cũng đã thay đổi trang phục cũng như nhạc nền của mình, trong khi Reigns giữ lại hoàn toàn trang phục và tiếp tục với nhạc nền của The Shield. Điều này cho thấy Ambrose và Reigns đang làm việc riêng của họ và The Shield đã chính thức kết thúc trong sự im lặng. Trên 24 tháng 6 tại WWE Main Event, Reigns đã xác nhận rằng anh đã đánh độc lập và không còn gì với The Shield.

### Các lần tái hợp sau đó (2017—2019)

#### 2017

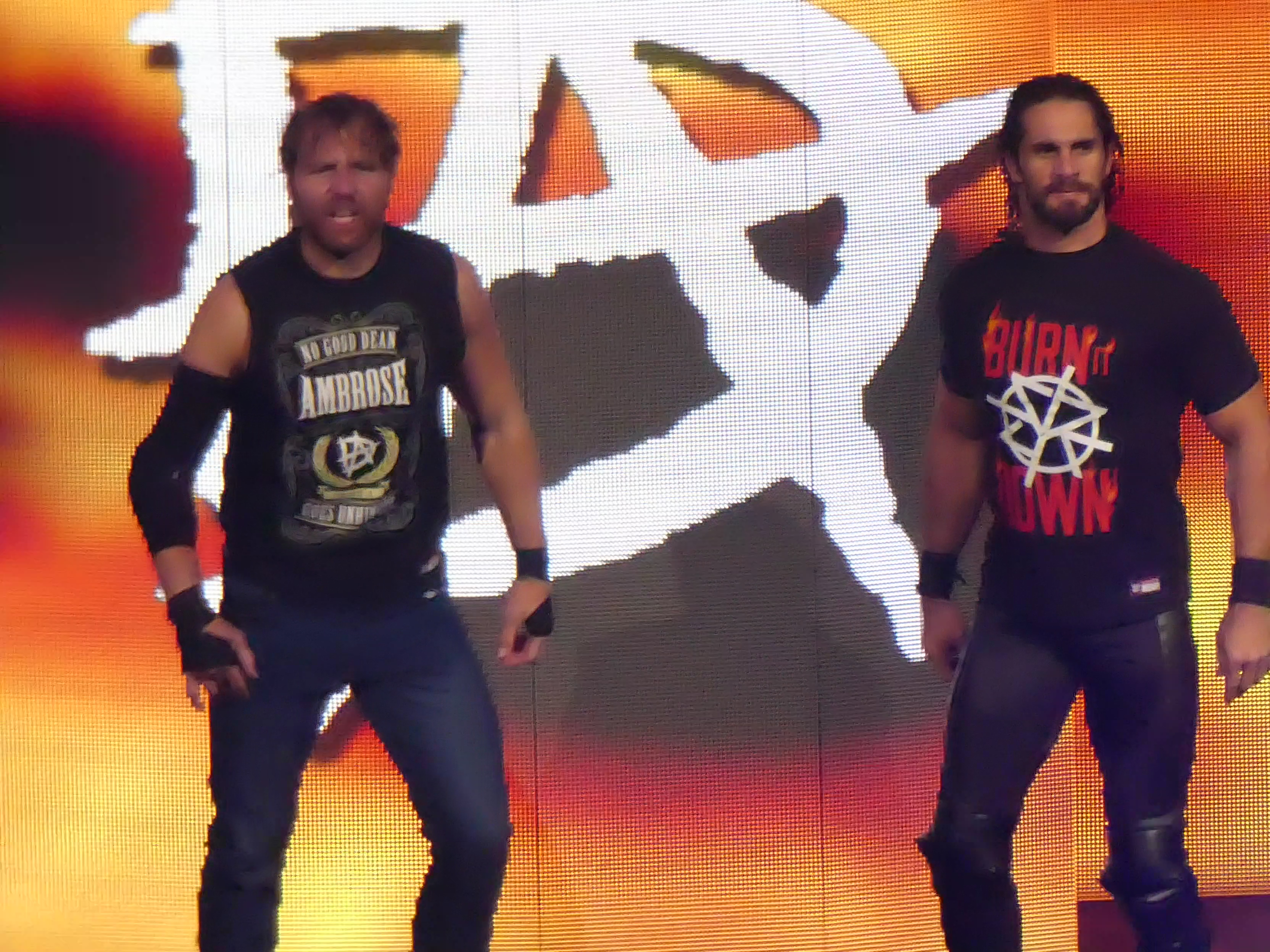
Vào tháng 8 năm 2017, Ambrose và Rollins đã thiết lập một nhóm đồng đội và sau đó Reigns tham gia để tái hợp The Shield

Trong tháng 7 năm 2017, Ambrose được draft sang Raw sau Superstar Shake-up, và Rollins trêu chọc cuộc hội ngộ tiềm năng giữa hai người, nhưng Ambrose liên tục từ chối lời đề nghị của Rollins để tái hợp, chủ yếu do Ambrose không tin tưởng sau việc Rollins đã phản bội nhóm ba năm trước.
Trong Raw ngày 31 tháng 7, Rollins đối mặt WWE Raw Tag Team Championship Cesaro và Sheamus, và giành chiến thắng trước Sheamus khiến nhóm này tấn công anh trước khi Ambrose cứu, dù ở hậu trường anh ta nói sẽ không giúp Rollins nếu bị tấn công một lần nữa. Tuần tiếp trên Raw, sau khi Rollins thua trận tái đấu với Sheamus và bị tấn công sau trận đấu, Ambrose không giúp anh ta. Sau đó, Ambrose đánh bại Cesaro và bị nhóm này tấn công trước khi Rollins giúp. Vào ngày 14 tháng 8 trong Raw, cuộc cãi vã giữa họ lên đến đỉnh điểm chỉ để chống lại Cesaro và Sheamus và thực hiện một cú đấm mạnh và loud ovation. Rollins và Ambrose đánh bại các nhà vô địch tại SummerSlam để giành đai.
Tại No Mercy vào ngày 24 tháng 9, Ambrose và Rollins bảo toàn đai trong trận tái đấu với Cesaro và Sheamus. Họ tái hợp với Reigns, người đang thù The Miz. Trong Raw ngày 9 tháng 10, Miz mở đầu chương trình cùng Cesaro và Sheamus, nhưng bị gián đoạn bởi The Shield, người sẽ tấn công bộ ba, dẫn tới một trận đấu đồng đội sáu người giữa bọn họ tại TLC: Tables, Ladders & Chairs. Sau đó, Braun Strowman và Kane được thêm vào đội The Miz. Tuy nhiên, Reigns rút khỏi trận đấu vào ngày 20 tháng 10 vì bệnh và Kurt Angle thay thế anh.
Tại sự kiện, Ambrose, Rollins và Angle giành chiến thắng. Trong thời Reigns dưỡng bệnh, Ambrose và Rollins cũng hợp tác với Triple H một lần như thành viên của đội tại house show vào ngày 1 tháng 11. Ambrose và Rollins để thua đai cho Cesaro và Sheamus khi New Day xuất hiện và gây sao nhãng vào ngày 11 tháng 11 trong Raw. Reigns trở lại Raw tuần sau và thách thức New Day một trận đấu tại Survivor Series ngày 19 tháng 11 mà họ thắng. Tháng 12 năm 2017, Ambrose bị rách cơ tam đầu, khiến The Shield bị gián đoạn một thời gian.
Trong thời gian nhóm không hoạt động, Reigns mất đai Intercontinental Champion cho The Miz vào tháng 1 năm 2018. Tại WrestleMania 34, Rollins đánh bại The Miz và Finn Bálor trong trận đấu ba người để giành đai Intercontinental Champion. Rollins và Reigns cũng thể hiện tình bạn giữa họ trên trên truyền hình sau đó, hợp tác cùng nhau không thường xuyên, dù không hoạt động dưới cái tên The Shield.

#### 2018–2019
Trong Raw ngày 13 tháng 8 năm 2018, Ambrose trở lại sau chấn thương và hợp tác với Rollins trong mối thù với Dolph Ziggler và Drew McIntyre. Rollins sau đó giành đai Intercontinental Champion từ Ziggler, trong khi Reigns giành đai Universal Champion từ Brock Lesnar tại SummerSlam. Trong Raw ngày 20 tháng 8, Reigns bảo toàn đai Universal trước Finn Bálor, Braun Strowman theo dõi trên đoạn đường lối vào võ đài. Strowman cố gắng cash-in Money in the Bank, tuy nhiên Rollins và Ambrose đã ngăn chặn, và bộ ba tung powerboom với Strowman sập bàn. Tại Hell in a Cell ngày 16 tháng 9, Ziggler và McIntyre đã đánh bại Rollins và Ambrose để giành đai Raw Tag Team; trong khi trận tranh đai Universal Championship giữa Reigns và Strowman kết thúc không kết quả, do Brock Lesnar can thiệp vào trận đấu. The Shield và đội của Strowman, Ziggler và McIntyre đã có trận đấu tại WWE Super Show-Down ngày 6 tháng 10, mà The Shield thắng. Raw ngày 22 tháng 10 năm 2018, Reigns từ bỏ đai Universal Championship do bệnh bạch cầu tái phát trong thực tế, và sau đêm đó, Ambrose tấn công Rollins ngay sau khi họ giành Raw Tag Team. Hai tuần sau, AOP đánh bại Rollins trong trận chấp người để giành Raw Tag Team, và một lần nữa Ambrose tấn công Rollins sau trận đấu.
Vào tháng 1 năm 2019, WWE xác nhận rằng Ambrose không tiếp tục gia hạn hợp đồng của mình nữa, và sẽ hết hạn vào tháng 4. Trong Raw ngày 25 tháng 2 năm 2019, Reigns trở lại khi bệnh bạch cầu đã thuyên giảm và hợp tác với Rollins. Cuối đêm đó, họ hỗ trợ Ambrose khi anh bị Elias, Bobby Lashley, Drew McIntyre và Baron Corbin tấn công. Tuần sau, Ambrose cứu Reigns và Rollins khi họ bị Lashley, McIntyre và Corbin tấn công, sau đó thể hiện tư thế đặc trưng của nhóm. Vào ngày 10 tháng 3, The Shield đánh bại đội của Lashley, McIntyre và Corbin tại Fastlane. Trận đấu được bình chọn là trận đấu cuối cùng của nhóm.
Trước khi WWE chính thức kết thúc hợp đồng với Ambrose, The Shield đã xuất hiện tại sự kiện đặc biệt của WWE Network mang tên The Shield's Final Chapter. Trong sự kiện chính, The Shield đánh bại đội của Lashley, McIntyre và Corbin, đây sẽ là trận đấu cuối cùng của nhóm cũng như của Ambrose tại WWE.
Sau ngày 30 tháng 4, hợp đồng của Ambrose chính thức hết hạn, anh tham gia đấu tại All Elite Wrestling và New Japan Pro-Wrestling với cái tên võ đài cũ Jon Moxley. Rollins tiếp tục là nhà vô địch Universal Championship, có mối thù với Lesnar cho đến SummerSlam. Reigns tham gia những mối thù khác trong những tháng tới, với Shane McMahon, Drew McIntyre, Elias và Erick Rowan.

## Trong đấu vật
- Tuyệt chiêu cuối của cả nhóm

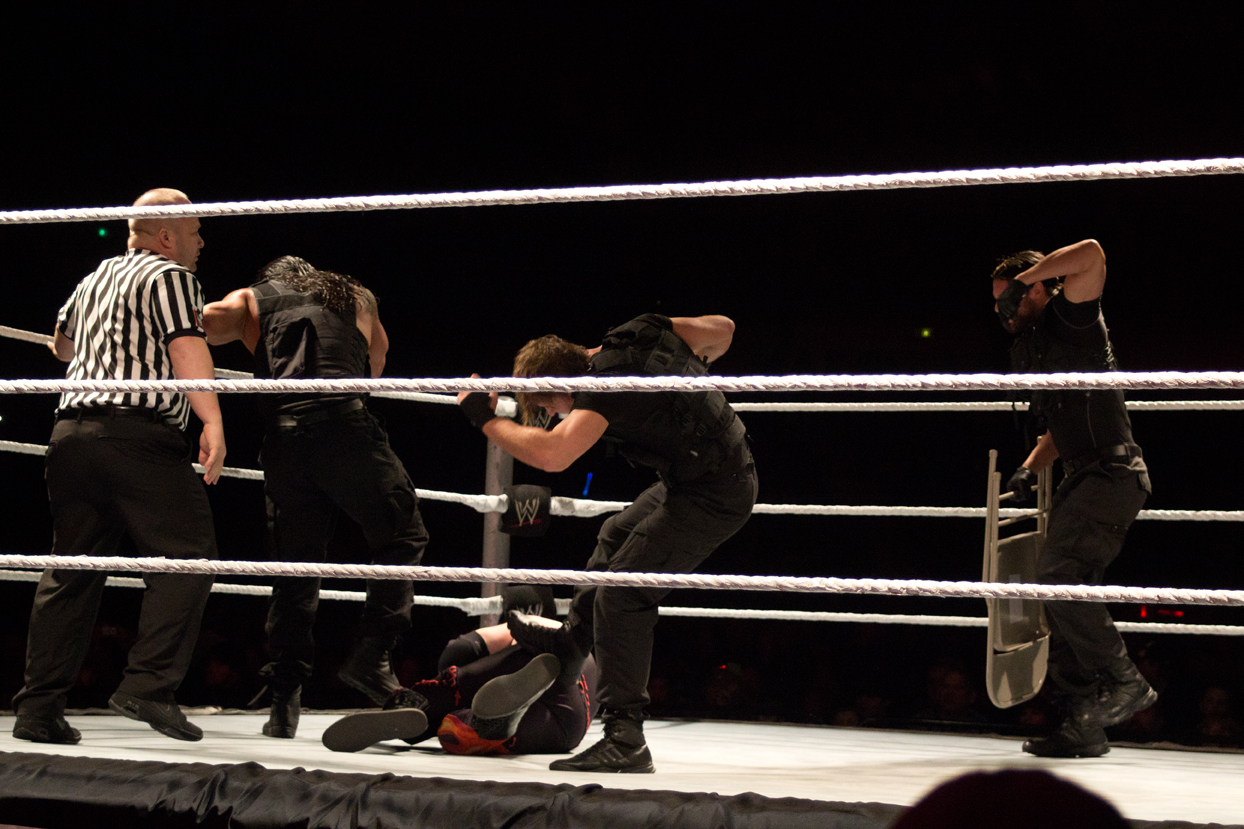
The Shield thường tấn công theo nhóm, và đối tượng lần tấn công này là Kane...

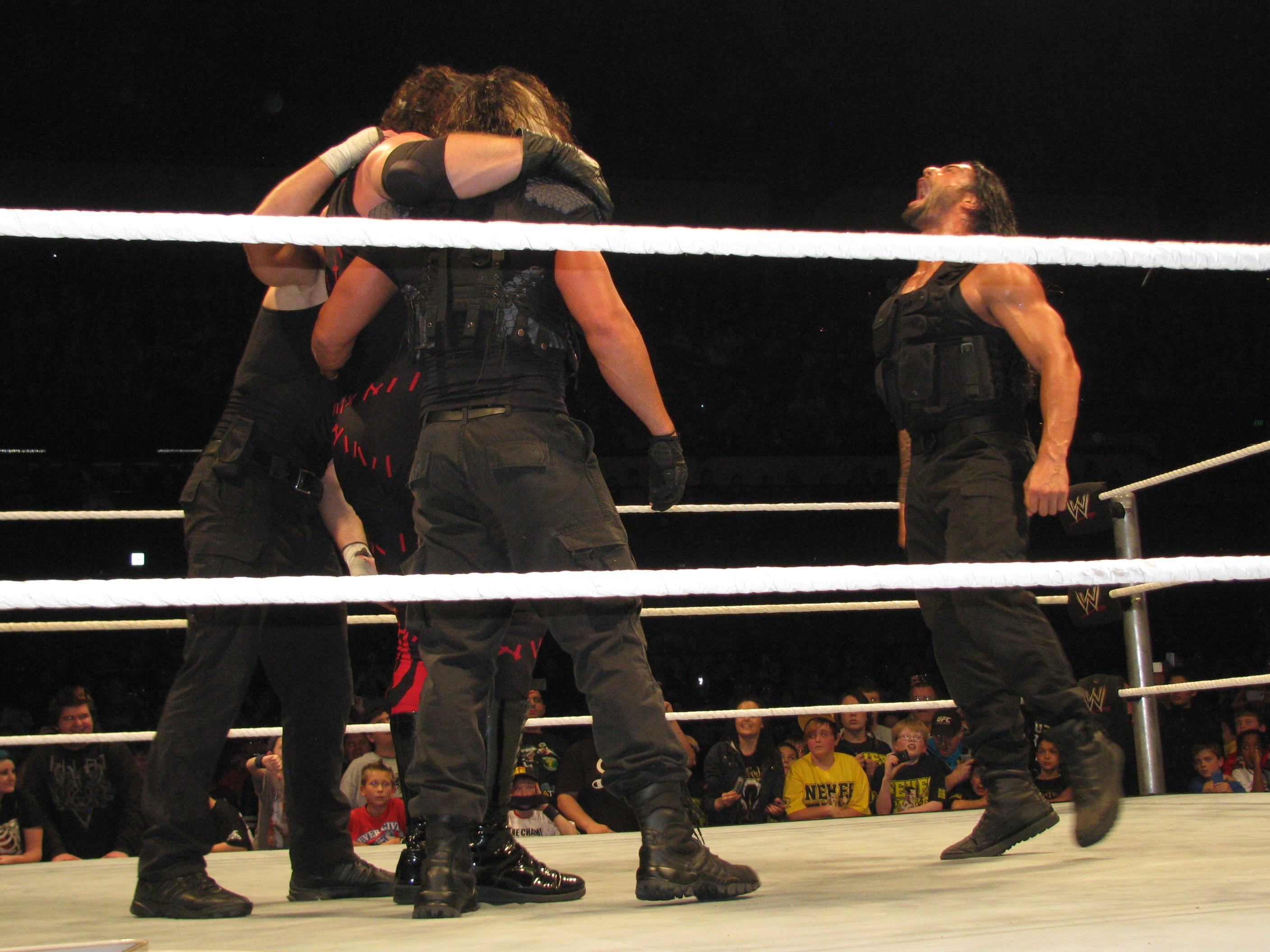
... với một chiêu thức của nhóm triple powerbomb.

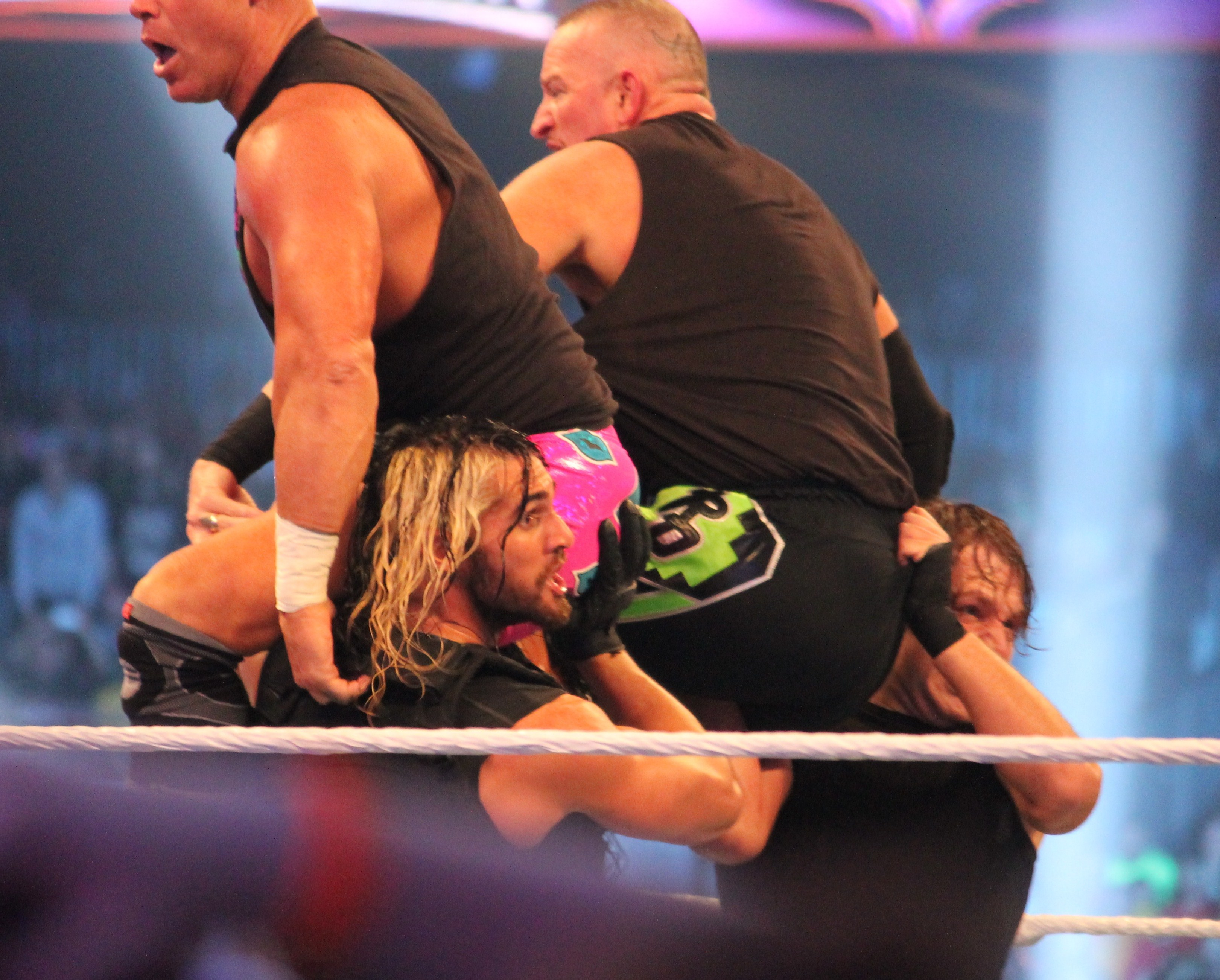
The Shield thực hiện một cú double Triple Powerbomb lên The New Age Outlaws tại Wrestlemania XXX.

  - Triple powerbomb, đôi lúc là với một cái bàn[112]
- Tuyệt chiêu cuối của hai thành viên kép
  - Backbreaker rack (Reigns) / Diving knee drop (Rollins) combination[113]
  - Turnbuckle powerbomb (Rollins) đi kèm spear (Reigns)
- Double team signature moves
  - Bow and arrow stretch (Ambrose) / Diving knee drop (Rollins) combination[114]
  - Running front dropkick (Ambrose) to an opponent against the ropes followed by a running single leg dropkick (Rollins)
  - Reigns Irish whips Rollins into a running forearm smash to the cornered opponent followed by Rollins Irish whipping the opponent into a leaping clothesline từ Reigns[115]
  - Wishbone split[115]
- Tuyệt chiêu cuối của Ambrose
  - Dirty Deeds
- Tuyệt chiêu cuối của Reigns
  - Spear[116]
- Tuyệt chiêu cuối của Rollins
  - Diving hoặc springboard high knee[117]
  - Running pushing stomp to the head or back of a bent-over opponent[118]
- Nicknames
  - "The Hounds of Justice"[119]
- Entrance themes
  - "Special Op" by Jim Johnston[120] (16 tháng 12 năm 2012  –  20 thang 6, 2014)

## Các đai vô địch và danh hiệu

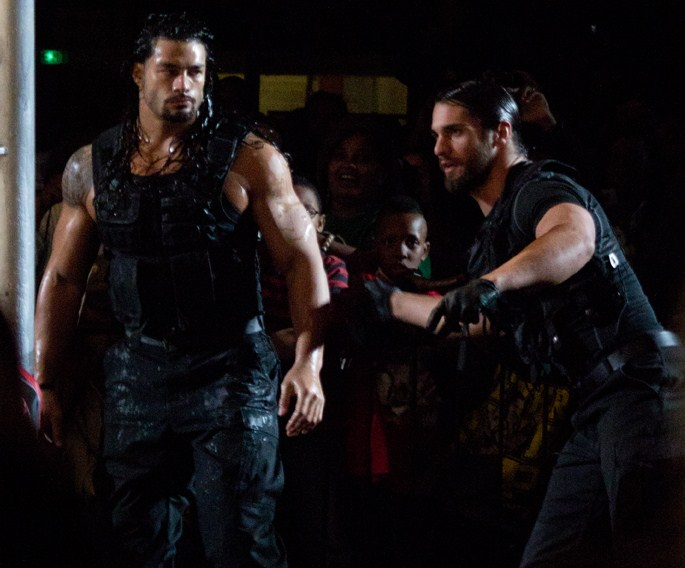
Rollins và Reigns giữ đai WWE Tag Team Championship từ tháng 5 tới tháng 10 năm 2013

- WWE NXT
  - NXT Championship (1 lần)[121] – Seth Rollins [a]
- Pro Wrestling Illustrated
  - PWI xếp Ambrose hạng #26 trong top 500 đô vật đấu đơn theo PWI 500 năm 2013[122]
  - PWI xếp Rollins hạng #35 trong top 500 đô vật đơn theo PWI 500 năm 2013[122]
  - PWI xếp Reigns hạng #39 trong top 500 đô vật đấu đơn theo PWI 500 năm 2013[122]
  - PWI Tag Team of the Year (2013) – Roman Reigns và Seth Rollins
- WWE
  - WWE Intercontinental Championship (5 lần) – Reigns (1), Rollins (2), Ambrose (2)
  - WWE Raw Tag Team Championship (3 lầns) – Rollins và Reigns (1) [b], Rollins và Ambrose (2) [c]
  - WWE Championship (7 lần) - Reigns (4), Rollins (2), Ambrose (1)
  - WWE United States Championship (3 lầns)[123] – Ambrose, Rollins, Reigns
  - WWE Universal Championship (2 lần) – Reigns (1), Rollins (1)
  - Slammy Award for "What a Maneuver" of the Year (2013): Reigns - for the Spear
  - Slammy Award for Faction of the Year (2013)
  - Slammy Award for Trending Now Hashtag of the Year (2013) - #BelieveInTheShield
  - Slammy Award for Breakout Star of the Year (2013)
- Wrestling Observer Newsletter
  - Most Improved (2013) – Reigns[124]
  - Tag Team of the Year (2013) – Reigns and Rollins[124]

## Truyền thông
- The Destruction of The Shield (17 tháng 2 năm 2015, DVD)
- The Shiled: Justice For All (10 tháng 7 năm 2018, DVD)

## Liên kết
1. ↑  Melok, Bobby. "Where Are They Now?: Joey Mercury". WWE. Truy cập ngày 21 tháng 5 năm 2014.
2. ↑  Caldwell, James. "Survivor Series News: NXT stars debut in PPV main event angle, plus other news from annual PPV". Pro Wrestling Torch. Truy cập ngày 19 tháng 11 năm 2012.
3. ↑  Clapp, John. "The Shield def. Randy Orton, Big Show & Sheamus". WWE. Lưu trữ bản gốc ngày 24 tháng 5 năm 2013. Truy cập ngày 24 tháng 5 năm 2013. Before the opening bell, The Shield made their trademark entrance through the WWE Universe, carving a path through the packed MetLife Stadium floor and its thousands of passionate WWE Universe members
4. ↑  Caldwell, James. "Caldwell's WWE Raw Results 11/19: Complete "virtual-time" coverage of live Raw - Survivor Series fall-out". PWTorch. Truy cập ngày 5 tháng 12 năm 2012.
5. ↑  Caldwell, James. "Caldwell's WWE Raw Results 11/26: Complete "virtual-time" coverage of live Raw - The Shield speaks, Cena-Ziggler". PWTorch. Truy cập ngày 5 tháng 12 năm 2012.
6. ↑  Caldwell, James. "Caldwell's WWE Raw Results 12/3: Complete "virtual-time" coverage of live Raw - McMahon returns, Punk takes a Test". PWTorch. Truy cập ngày 5 tháng 12 năm 2012.
7. ↑  "WWE News: WWE officially announces TLC main event change; will Ryback still get a WWE Title shot?". Pro Wrestling Torch. Truy cập ngày 5 tháng 12 năm 2012.
8. ↑  Caldwell, James. "Caldwell's WWE TLC PPV Results 12/16: Complete "virtual-time" coverage of final 2012 PPV - Cena vs. Ziggler main event, Shield makes a statement". Pro Wrestling Torch. Truy cập ngày 17 tháng 12 năm 2012.
9. ↑  Caldwell, James. "CALDWELL'S WWE RAW RESULTS 12/17: Complete "virtual-time" coverage of live Raw - The strangest show of the year concludes with the debut of a new monster heel; Ric Flair returns". Pro Wrestling Torch. Truy cập ngày 26 tháng 12 năm 2012.
10. ↑  Parks, Greg. "PARKS' WWE SMACKDOWN REPORT 12/18: Complete "virtual time" coverage of commercial-free Tuesday Smackdown special, including Punk promo, Seamus &  Ziggler & Big Show". Pro Wrestling Torch. Truy cập ngày 26 tháng 12 năm 2012.
11. ↑  Caldwell, James. "CALDWELL'S WWE RAW RESULTS 12/31: Complete "virtual-time" coverage of New Year's Eve episode - Champion's Choice Night ends with Cena dressing down Ziggler". Pro Wrestling Torch. Truy cập ngày 2 tháng 1 năm 2013.
12. ↑  "WWE VIDEO: Shield explains Foley attack in handheld promo". Pro Wrestling Torch. Truy cập ngày 24 tháng 5 năm 2013. The Shield brought back their gritty, first-person handheld promo on Friday's WWE Smackdown episode.
13. ↑  "WWE NEWS: Orton temporarily written off TV via "injury"". Pro Wrestling Torch. Truy cập ngày 26 tháng 12 năm 2012.
14. ↑  "WWE NEWS: Injury Update - Sin Cara's status post-surgery". Pro Wrestling Torch. Truy cập ngày 26 tháng 12 năm 2012.
15. ↑  "WWE NXT SPOILERS FROM FLORIDA: KEVIN NASH, THE SHIELD, WADE BARRETT AND MUCH MORE". Pro Wrestling Torch. Truy cập ngày 9 tháng 1 năm 2013.
16. ↑  James, Justin. "JAMES'S WWE NXT REPORT 1/2: Developmental kicks off 2013 with NXT Title match, Shield added to storylines, Big E.'s role before main roster call-up". Pro Wrestling Torch. Truy cập ngày 9 tháng 1 năm 2013.
17. ↑  James, Justin. "JAMES'S WWE NXT REPORT 1/9: Big E. captures NXT Title, Shield involved, PAC debut promo, Overall Reax". Pro Wrestling Torch. Truy cập ngày 12 tháng 1 năm 2013.
18. ↑  Caldwell, James. "CALDWELL'S WWE RAW RESULTS 1/7: Complete "virtual-time" coverage of live Raw - WWE Title match, The Rock returns, Cena vs. Ziggler (updated w/Box Score)". Pro Wrestling Torch. Truy cập ngày 12 tháng 1 năm 2013.
19. ↑  Caldwell, James. "CALDWELL'S WWE RAW RESULTS 1/21: Complete "virtual-time" coverage of live Raw - Rock attacked on final Raw before Rumble, plus Beat the Clock, Cena closes Raw, more". Pro Wrestling Torch. Truy cập ngày 22 tháng 1 năm 2013.
20. ↑  Trionfo, Richard. "WWE SMACKDOWN REPORT: ROCK, PUNK, SHIELD; WHAT DOES BOOKER DO WHEN THERE ARE SIX MEN IN THE RING ABOUT TO FIGHT?; BARRETT/SHEAMUS REMATCH; AND MORE". PWInsider. Truy cập ngày 27 tháng 1 năm 2013.
21. ↑  Caldwell, James. "CALDWELL'S WWE ROYAL RUMBLE PPV RESULTS 1/27: Complete "virtual-time" coverage of Punk vs. Rock, 30-man Rumble". Pro Wrestling Torch. Truy cập ngày 29 tháng 1 năm 2013.
22. ↑  Caldwell, James. "CALDWELL'S WWE RAW RESULTS 1/28: Complete "virtual-time" coverage of live Raw - Huge Return ends Raw, Rock's first night as WWE champ, Raw Roulette, Heyman-McMahon". Pro Wrestling Torch. Truy cập ngày 29 tháng 1 năm 2013.
23. ↑  Caldwell, James. "CALDWELL'S WWE RAW RESULTS 2/4: Complete "virtual-time" coverage of live Raw - WWE explains many things, Punk-Jericho main event, Bruno HOF Video". Pro Wrestling Torch. Truy cập ngày 6 tháng 2 năm 2013.
24. ↑  Benigno, Anthony. 11 tháng 2 năm 2013/wwe-raw-results-26090968/page-9 "John Cena, Ryback & Sheamus attacked The Shield". WWE. Lưu trữ bản gốc ngày 26 tháng 2 năm 2013. Truy cập ngày 26 tháng 2 năm 2013. {{Chú thích web}}: Kiểm tra giá trị |url= (trợ giúp)
25. ↑  Caldwell, James. "WWE NEWS: Team Cena vs. The Shield official for Elimination Chamber; updated PPV line-". Pro Wrestling Torch. Truy cập ngày 6 tháng 2 năm 2013.
26. ↑  Caldwell, James. "WWE NEWS: Chamber PPV results & notes - WM29 main event set, World Title match set, Shield big win, more". Pro Wrestling Torch. Truy cập ngày 18 tháng 2 năm 2013.
27. ↑  Tello, Craig. "The Shield def. John Cena, Ryback & Sheamus". WWE. Lưu trữ bản gốc ngày 24 tháng 5 năm 2013. Truy cập ngày 24 tháng 5 năm 2013. The Shield countered with ruthlessness and their signature "divide and conquer" technique to decimate Sheamus (who was speared through the barricade), and then outnumber their opponents. The sum total of their scheme: Ryback took the crushing final hit and losing pinfall
28. ↑  Caldwell, James. "CALDWELL'S WWE RAW RESULTS 2/18: Complete "virtual-time" coverage of live Raw - Chamber PPV fall-out, big Mania news, Rock's Celebration, Shield six-man tag match". Pro Wrestling Torch. Truy cập ngày 26 tháng 2 năm 2013.
29. ↑  Burdick, Michael. 1 tháng 3 năm 2013/results-26095442/page-8 "SmackDown Results: Big Show's battle against Orton turned into a Shield offensive and a giant response". WWE. Lưu trữ bản gốc ngày 26 tháng 5 năm 2013. Truy cập ngày 26 tháng 5 năm 2013. {{Chú thích web}}: Kiểm tra giá trị |url= (trợ giúp)
30. ↑  Caldwell, James. "CALDWELL'S WWE RAW RESULTS 3/11: Complete "virtual-time" coverage of live Raw - WWE recognizes Bearer by incorporating him into Taker-Punk, Lesnar challenges Hunter, no Cena, more". Pro Wrestling Torch. Truy cập ngày 26 tháng 5 năm 2013.
31. ↑  Benigno, Anthony. "Why hasn't The Shield been beaten yet? One will sacrifice for the good of the group". WWE. Lưu trữ bản gốc ngày 24 tháng 5 năm 2013. Truy cập ngày 24 tháng 5 năm 2013.
32. ↑  Parks, Greg. "PARKS' WWE SMACKDOWN REPORT 3/8: Not-quite-live, ongoing coverage of Friday show, including Ziggler vs. Del Rio". Pro Wrestling Torch. Truy cập ngày 26 tháng 5 năm 2013.
33. ↑  Parks, Greg. "PARKS' WWE SMACKDOWN REPORT 3/15: Ongoing "virtual time" coverage of the Friday night show, including Henry vs. Ryback". Pro Wrestling Torch. Truy cập ngày 26 tháng 5 năm 2013.
34. ↑  Caldwell, James. "CALDWELL'S WWE RAW RESULTS 3/18: Complete "virtual-time" coverage of live Raw - Hunter signs WM29 contract, IC Title match, more WM29 developments". Pro Wrestling Torch. Truy cập ngày 26 tháng 5 năm 2013.
35. ↑  Caldwell, James. "CALDWELL'S WWE RAW RESULTS 3/25: Complete "virtual-time" coverage of live Raw - Rock returns for Q&A debate with Cena, Hunter punts Barrett, latest WM29 hype". Pro Wrestling Torch. Truy cập ngày 26 tháng 5 năm 2013.
36. ↑  Caldwell, James. "CALDWELL'S WWE WRESTLEMANIA 29 PPV RESULTS: Complete "virtual-time" coverage of live PPV from MetLife Stadium - Rock-Cena II, Taker-Punk, Lesnar-Hunter, more". Pro Wrestling Torch. Truy cập ngày 26 tháng 5 năm 2013.
37. ↑  Clapp, John. "The Shield def. Randy Orton, Big Show & Sheamus". WWE. Lưu trữ bản gốc ngày 24 tháng 5 năm 2013. Truy cập ngày 24 tháng 5 năm 2013. Before the opening bell, The Shield made their trademark entrance through the WWE Universe, carving a path through the packed MetLife Stadium floor and its thousands of passionate WWE Universe members...... he ripped off Ambrose's black protective vest...... With the victory, meanwhile, "The Hounds of Justice" not only extended their impressive streak as a unit...
38. ↑  Caldwell, James. "CALDWELL'S WWE RAW RESULTS 4/8: Complete "virtual-time" coverage of live Raw - WM29 fall-out, new World Champ, no Rock, Taker live, crowd takes over". Pro Wrestling Torch. Truy cập ngày 26 tháng 5 năm 2013.
39. ↑  Bishop, Matt. "Raw: Undertaker, Team Hell No face The Shield". SLAM! Wrestling. Truy cập ngày 27 tháng 5 năm 2013.[liên kết hỏng]
40. ↑  "Smackdown!:The Undertaker returns to Friday night action". SLAM! Wrestling. Truy cập ngày 27 tháng 5 năm 2013.[liên kết hỏng]
41. ↑  Benigno, Anthony. "Why hasn't The Shield been beaten yet? They work cohesively". WWE. Lưu trữ bản gốc ngày 24 tháng 5 năm 2013. Truy cập ngày 24 tháng 5 năm 2013.
42. ↑  Caldwell, James. "CALDWELL'S WWE RAW RESULTS 4/29 (Hour 3): Ongoing "virtual-time" coverage of live Raw - New Main Event of WWE Champ & Tag Champs vs. Shield, more". Pro Wrestling Torch. Truy cập ngày 30 tháng 5 năm 2013.
43. ↑  Caldwell, James. "CALDWELL'S WWE RAW RESULTS 5/6 (Hour 2): Ongoing "virtual-time" coverage of live Raw - Lesnar "invades" Hunter's office, Ziggler vs. Del Rio, Shield six-man tag". Pro Wrestling Torch. Truy cập ngày 30 tháng 5 năm 2013.
44. ↑  Parks, Greg. "PARKS' WWE SMACKDOWN REPORT 5/10: Ongoing "virtual time" coverage of Friday show, including Daniel Bryan vs. Dean Ambrose, Jack Swagger vs. Big E. Langston". Pro Wrestling Torch. Truy cập ngày 30 tháng 5 năm 2013.
45. ↑  "RAW NEWS: Shield loses first match, Lesnar's "mystique" now in-play, Dolph off TV, Miz returns, Dance-Off, App overload, more". Pro Wrestling Torch. Truy cập ngày 27 tháng 5 năm 2013.
46. ↑  Bishop, Matt. "Lesnar finishes off Triple H at Extreme Rules". SLAM! Wrestling. Bản gốc lưu trữ ngày 18 tháng 4 năm 2015. Truy cập ngày 26 tháng 5 năm 2013.
47. ↑  Parks, Greg. "PARKS' WWE SMACKDOWN REPORT 5/24: Ongoing "virtual time" coverage of Friday show, including the Intercontinental and U.S. Titles on the line, plus PPV fall-out". Pro Wrestling Torch. Truy cập ngày 30 tháng 5 năm 2013.
48. ↑  Asher, Matthew. "Raw: Curtis Axel's push continues, Punk gets mentioned". SLAM! Wrestling. Bản gốc lưu trữ ngày 29 tháng 10 năm 2013. Truy cập ngày 30 tháng 5 năm 2013.
49. ↑  "WWE NEWS: Significant Smackdown SPOILER for Friday's episode (w/Analysis of potential fall-out scenarios)". Pro Wrestling Torch. Truy cập ngày 15 tháng 6 năm 2013.
50. ↑  Plummer, Dale. "Smackdown!: The Shield was handed their first loss heading into Payback". SLAM! Wrestling. Bản gốc lưu trữ ngày 15 tháng 6 năm 2013. Truy cập ngày 15 tháng 6 năm 2013.
51. ↑  "Caldwell's WWE Payback PPV Results 6/16 (Hour 1): Axel captures IC Title in opening match, A.J. captures Divas Title, RVD returning to WWE".
52. ↑  "CALDWELL'S WWE PAYBACK PPV RESULTS 6/16 (Hour 3)".
53. ↑  Caldwell, James. "CALDWELL'S WWE RAW RESULTS 6/17 (Hour 2): Ongoing "virtual-time" coverage of live Raw - Orton vs. Bryan, A.J. Lee-Stephanie McMahon promo exchange, U.S. Title match". Pro Wrestling Torch. Truy cập ngày 20 tháng 6 năm 2013.
54. ↑  Parks, Greg. "PARKS' WWE SMACKDOWN REPORT 6/21: Complete coverage of Friday night show, including Bryan vs. Orton main event". Pro Wrestling Torch. Truy cập ngày 20 tháng 7 năm 2013.
55. ↑  Caldwell, James. "CALDWELL'S WWE RAW RESULTS 6/24 (Hour 2): Cena responds to Henry, Punk-Heyman face-to-face, video game reveal, Ryback returns to in-ring action". Pro Wrestling Torch. Truy cập ngày 20 tháng 7 năm 2013.
56. ↑  Parks, Greg. "PARKS' WWE SMACKDOWN REPORT 6/28: Ongoing "virtual time" coverage of Friday show, including Sheamus vs. Damien Sandow in a Dublin Street Fight". Pro Wrestling Torch. Truy cập ngày 20 tháng 7 năm 2013.
57. ↑  "CALDWELL'S WWE MITB PPV RESULTS 7/14 (Pre-Show): Ongoing "virtual-time" coverage of Shield defending Tag Titles". Pro Wrestling Torch. Truy cập ngày 17 tháng 8 năm 2013.
58. ↑  "CALDWELL'S WWE MITB PPV RESULTS 7/14 (Hour 1): Complete "virtual-time" coverage of World Title MITB ladder match, IC Title match, Divas Title match". Pro Wrestling Torch. Truy cập ngày 17 tháng 8 năm 2013.
59. ↑  "CALDWELL'S WWE RAW RESULTS 7/15 (Hour 1): Immediate MITB fall-out, Ziggler vs. Del Rio re-match, Orton vs. Fandango".
60. ↑  "CALDWELL'S WWE RAW RESULTS 7/29 (Hour 1): McMahon talks Spontaneous Combustion with D-Bryan, Mark Henry vs. The Shield, RVD vs. Fandango, more". Pro Wrestling Torch. Truy cập ngày 17 tháng 8 năm 2013.
61. ↑  "CUPACH'S WWE MAIN EVENT RESULTS 8/7: Shield vs. Team Henry in big six-man tag, The Miz a Paul Heyman Guy?, more". Pro Wrestling Torch. Truy cập ngày 17 tháng 8 năm 2013.
62. ↑  Parks, Greg. "PARKS'S WWE SMACKDOWN REPORT 8/16: Ongoing "virtual time" coverage of Friday show, including Van Dam & Henry & Big Show vs. The Shield". Pro Wrestling Torch. Truy cập ngày 17 tháng 8 năm 2013.
63. ↑  Bishop, Matt. "Live coverage: WWE SummerSlam 2013". SLAM! Wrestling. Bản gốc lưu trữ ngày 29 tháng 10 năm 2014. Truy cập ngày 31 tháng 8 năm 2013.
64. ↑  Tylwalk, Nick. "Raw: Daniel Bryan faces an even bigger uphill climb". SLAM! Wrestling. Bản gốc lưu trữ ngày 18 tháng 10 năm 2014. Truy cập ngày 31 tháng 8 năm 2013.
65. ↑  Asher, Matthew. "Raw: Bryan's road through Hell continues". SLAM! Wrestling. Bản gốc lưu trữ ngày 18 tháng 10 năm 2014. Truy cập ngày 31 tháng 8 năm 2013. It appears as though The Shield is now Triple H's lackeys as they open tonight's Raw as makeshift bodyguards (Jerry Lawler called them "henchmen") for The Game as he makes his way to the ring.
66. ↑  "WWE NEWS: New WWE champion at Night of Champions, but for how long?, plus Heyman's new associate, title match results, TNA stars spotlighted, more". Pro Wrestling Torch. Truy cập ngày 17 tháng 9 năm 2013.
67. ↑  Asher, Matthew. "Battle may be over but WWE Battleground still leaves unresolved issues". SLAM! Wrestling. Bản gốc lưu trữ ngày 19 tháng 4 năm 2015. Truy cập ngày 1 tháng 11 năm 2013.
68. ↑  Tylwalk, Nick. "Raw: The Rhodes brothers get their big chance". SLAM! Wrestling. Bản gốc lưu trữ ngày 18 tháng 10 năm 2014. Truy cập ngày 1 tháng 11 năm 2013.
69. ↑  Howell, Nolan. "WWE Main Event: Ambrose puts US belt up against Ziggler". SLAM! Wrestling. Truy cập ngày 1 tháng 11 năm 2013.[liên kết hỏng]
70. ↑  Martin, Adam. "WWE Hell in a Cell PPV results - 10/27/13 (new champions)". WrestleView. Truy cập ngày 23 tháng 5 năm 2014.
71. ↑  "10/28 WWE Raw Hits & Misses: Sandow vs. Cena, Michaels - Bryan, Punk vs. Ryback, Orton's Title Celebration". Pro Wrestling Torch. Truy cập ngày 27 tháng 11 năm 2013.
72. ↑  "Parks's WWE SmackDown report 11/1: Ongoing "virtual time" coverage of Friday show, including Cena returning to SD". Truy cập ngày 27 tháng 11 năm 2013.
73. ↑  Plummer, Dale. "Smackdown: The Wyatt Family prevail heading into Survivor Series". SLAM! Wrestling. Bản gốc lưu trữ ngày 27 tháng 11 năm 2013. Truy cập ngày 27 tháng 11 năm 2013.
74. ↑  "WWE S. Series PPV results 11/24 (Hour 1): Team Shield vs. Team Rhodes & Rey Survivor Series match, IC Title match". Pro Wrestling Torch. Truy cập ngày 25 tháng 11 năm 2013.
75. ↑  Caldwell, James. "Caldwell's WWE Raw results 11/25 (Hour 2): Punk & Bryan vs. Wyatts, Divas S. Series match, Sandow vs. Ziggler". Pro Wrestling Torch. Truy cập ngày 18 tháng 12 năm 2013.
76. ↑  Howell, Nolan. "TLC: Randy Orton crowned new WWE World Heavyweight Champion". SLAM! Wrestling. Bản gốc lưu trữ ngày 16 tháng 12 năm 2013. Truy cập ngày 18 tháng 12 năm 2013.
77. ↑  Caldwell, James. "Caldwell's WWE Raw results 12/30: Complete "virtual-time" coverage of live 2013 finale - Bryan gives up and gives in, Brock Lesnar returns, Shield shows cracks, more". Pro Wrestling Torch. Truy cập ngày 10 tháng 1 năm 2014.
78. ↑  Caldwell, James. "Caldwell's WWE Raw results 1/6: Complete "virtual-time" coverage of live "Old-School" Raw - Flair opens, major Legend return at show-end, Rumble hype, more". Pro Wrestling Torch. Truy cập ngày 10 tháng 1 năm 2014.
79. ↑  Caldwell, James. "WWE Royal Rumble PPV results 1/26 (Hour 3): Royal Rumble vs. The Crowd main event match". Pro Wrestling Torch. Truy cập ngày 28 tháng 1 năm 2014.
80. ↑  "Full list of Royal Rumble Match participants and eliminations". WWE. Truy cập ngày 12 tháng 2 năm 2014.
81. ↑  Tylwalk, Nick. "Raw: The Yes Movement keeps rolling in Cleveland". SLAM! Wrestling. Bản gốc lưu trữ ngày 15 tháng 10 năm 2014. Truy cập ngày 25 tháng 2 năm 2014.
82. ↑  Plummer, Dale. "Smackdown!: The Shield puts the Wyatt Family on notice". SLAM! Wrestling. Bản gốc lưu trữ ngày 25 tháng 2 năm 2014. Truy cập ngày 25 tháng 2 năm 2014.
83. ↑  Tylwalk, Nick. "Raw: Cena, Orton face off yet again in L.A." SLAM! Wrestling. Bản gốc lưu trữ ngày 11 tháng 1 năm 2015. Truy cập ngày 25 tháng 2 năm 2014.
84. ↑  Tylwalk, Nick. "Raw: Cesaro, Cena shine in Mile High showdown". SLAM! Wrestling. Truy cập ngày 25 tháng 2 năm 2014.[liên kết hỏng]
85. ↑  "2/10 WWE Raw Hits & Misses: Betty White, Sheamus & Christian vs. The Real Americans, Batista, Cena vs. Orton". Pro Wrestling Torch. Truy cập ngày 26 tháng 3 năm 2014.
86. ↑  Tucker, Benjamin. "Tucker's Raw Instant Reaction 2/10: Road to WrestleMania stuck in L.A. traffic, plus Skip vs. Watch". Pro Wrestling Torch. Truy cập ngày 26 tháng 3 năm 2014.
87. ↑  Caldwell, James. "WWE E. Chamber PPV results 2/23 (Hour 2): Shield vs. Wyatts big six-man tag, Batista vs. Del Rio, Divas Title". Pro Wrestling Torch. Truy cập ngày 25 tháng 2 năm 2014.
88. ↑  Caldwell, James. "Caldwell's WWE Raw results 3/3: Complete "virtual-time" coverage of live Raw - Bryan vs. Batista, WM30 hype, new Tag Champs, C.M. Punk from start to finish, more". Pro Wrestling Torch. Truy cập ngày 6 tháng 3 năm 2014.
89. ↑  Parks, Greg. "Parks's WWE SmackDown report 3/7 Ongoing "virtual time" coverage of Friday show, including Sheamus vs. Del Rio, Shield". Pro Wrestling Torch. Truy cập ngày 26 tháng 3 năm 2014.
90. ↑  Keller, Wade. "Keller's Six Pack: Raw thoughts including Hunter-Bryan beat down, Batista, Shield's turn, Bray's gimmick shift, more". Pro Wrestling Torch. Truy cập ngày 26 tháng 3 năm 2014.
91. ↑  Caldwell, James. "Caldwell's WWE Raw results 3/17: Complete "virtual-time" coverage of live Raw - Hunter's big response to "Occupy Raw," Evolution Explodes, Bryan vs. Orton, more". Pro Wrestling Torch. Truy cập ngày 26 tháng 3 năm 2014.
92. ↑  Parks, Greg. "Parks' WWE SmackDown report 3/21: Ongoing "virtual time" coverage of Friday show, including Cena vs. Harper". Pro Wrestling Torch. Truy cập ngày 22 tháng 3 năm 2014.[liên kết hỏng]
93. 1 2  Caldwell, James. "Caldwell's WWE Raw results 3/24: Complete "virtual-time" coverage of live Raw - Taker & Lesnar face-to-face, Cena gets spooked, no Bryan, WM30 developments, more". Pro Wrestling Torch. Truy cập ngày 26 tháng 3 năm 2014.
94. ↑  Caldwell, James. "Caldwell's WWE Raw results 4/7: Complete "virtual-time" coverage of live Raw - WM30 fall-out, WWE Title match teaser, Bryan's first night as champ, Warrior, more". Pro Wrestling Torch. Truy cập ngày 8 tháng 4 năm 2014.
95. ↑  Aiken, Chris. "WWE Main Event TV report - ngày 8 tháng 4 năm 2014". Wrestling Observer. Bản gốc lưu trữ ngày 24 tháng 7 năm 2015. Truy cập ngày 23 tháng 5 năm 2014.
96. ↑  Benigno, Anthony. 14 tháng 4 năm 2014/wwe-raw-results-26235639/page-13 "Raw results: Evolution reforms to break The Shield and Cena issues an 'Extreme' challenge". WWE.com. Truy cập ngày 8 tháng 4 năm 2014. {{Chú thích web}}: Kiểm tra giá trị |url= (trợ giúp)
97. ↑  Howell, Nolan. "SmackDown!: The Shield overcome the odds". SLAM! Wrestling. Bản gốc lưu trữ ngày 15 tháng 4 năm 2015. Truy cập ngày 23 tháng 5 năm 2014.
98. ↑  Plummer, Dale. "Smackdown!: Dean Ambrose defends the US Title heading into Extreme Rules". SLAM! Wrestling. Truy cập ngày 23 tháng 5 năm 2014.[liên kết hỏng]
99. ↑  Caldwell, James. "Caldwell's Extreme Rules PPV results 5/4: Complete "virtual-time" coverage of live PPV - Bryan vs. Kane, Evolution vs. Shield, Cena vs. Wyatt steel cage match". Pro Wrestling Torch. Bản gốc lưu trữ ngày 6 tháng 5 năm 2014. Truy cập ngày 6 tháng 5 năm 2014.
100. ↑  Caldwell, James. "Caldwell's WWE Raw results 5/5: Complete "virtual-time" coverage of live Raw - PPV fall-out, U.S. Title battle royal, IC Title re-match, Shield vs. Wyatts, more". Pro Wrestling Torch. Truy cập ngày 23 tháng 5 năm 2014.
101. ↑  Asher, Matthew. "Mat Matters: Temporarily shelving the YES! Movement IS what's best for business". SLAM! Wrestling. Bản gốc lưu trữ ngày 23 tháng 5 năm 2014. Truy cập ngày 23 tháng 5 năm 2014.
102. ↑  Asher, Matthew. "Shield gets suicidal and Cena looks for some Payback against Wyatt". slam.canoe.ca. SLAM! Wrestling. Bản gốc lưu trữ ngày 2 tháng 6 năm 2014. Truy cập ngày 2 tháng 6 năm 2014.
103. ↑  Caldwell, James. "Caldwell's WWE Raw results 6/2: Complete "virtual-time" coverage of live Raw - PPV fall-out, huge angle at the end of Raw, post-Raw coverage, MITB hype, more". PWTorch.com. Truy cập ngày 3 tháng 6 năm 2014.
104. ↑  http://www.wwe.com/shows/raw/ngày 9 tháng 6 năm 2014/wwe-raw-results-26381820/page-9
105. 1 2  Caldwell, James. "Caldwell's WWE Raw results 6/9: Complete "virtual-time" coverage of live Raw - Daniel Bryan's WWE Title status, Cena joins Shield for main event, Bray Wyatt returns, more". PWTorch.com. Truy cập ngày 12 tháng 6 năm 2014.
106. ↑  Parks, Greg. "Parks's WWE SmackDown report 6/20: Ongoing "virtual time" coverage of Friday show, including 4-on-3 handicap match featuring MITB WWE World Title Ladder Match participants". PWTorch.com. Truy cập ngày 21 tháng 6 năm 2014.
107. ↑  Plummer, Dale. "Smackdown!: Money in the Bank challengers prepare with a 7 man tag match". Canoe.ca. Bản gốc lưu trữ ngày 11 tháng 1 năm 2015. Truy cập ngày 5 tháng 7 năm 2014.
108. ↑  Mezzera, Jon. "6/20 WWE Smackdown Hits & Misses: Ziggler vs. Barrett, Kane vs. Ambrose, MITB Participants Talking and Wrestling". PWTorch.com. Truy cập ngày 5 tháng 7 năm 2014. I have mixed feelings about separating Roman Reigns and Dean Ambrose at this point... So, I am ok with having them on their own
109. ↑  Plummer, Dale. "Smackdown!: Money in the Bank challengers prepare with a 7 man tag match". Canoe.ca. Bản gốc lưu trữ ngày 11 tháng 1 năm 2015. Truy cập ngày 6 tháng 7 năm 2014. Ambrose walks down the ramp to new music. (I guess The Shield is now just Reigns.)
110. ↑  Caldwell, James. "Caldwell's WWE Main Event results 6/24: Team Ziggler vs. Team Rollins six-man tag, Reigns-Kane, Triple H, more". PWTorch.com. Truy cập ngày 6 tháng 7 năm 2014. Reigns said he ran this yard with The Shield and he still runs this yard on his own
111. ↑  Aaron, Oster. "Dean Ambrose will leave WWE after contract expires in April". Baltimore Sun. Truy cập 28 tháng 6, 2021.
112. ↑  "WWE.com: The Shield's most monstrous triple powerbombs". WWE. Bản gốc lưu trữ ngày 3 tháng 3 năm 2016. Truy cập ngày 24 tháng 3 năm 2013.
113. ↑  "COMPLETE WWE EXTREME RULES PPV COVERAGE". Truy cập ngày 21 tháng 5 năm 2013. Reigns held him in a Torture Rack. Rollins came off with the flying kneedrop and killed Bryan. The Shield scored the win.
114. ↑  "WWE NXT REPORT: THE SHIELD DELIVER JUSTICE". Truy cập ngày 12 tháng 5 năm 2013.
115. 1 2  Tedesco, Mike. "WWE Smackdown Results - 6/7/13 (Tag team main event)". WrestleView. Truy cập ngày 10 tháng 6 năm 2025. {{Chú thích web}}: Kiểm tra giá trị ngày tháng trong: |access-date= (trợ giúp)
116. ↑  Caldwell, James. "CALDWELL'S WWE ELIMINATION CHAMBER PPV RESULTS 2/17: Complete "virtual-time" coverage of Rock-Punk II, Elimination Chamber match, Shield beats Team Cena". Pro Wrestling Torch. Truy cập ngày 27 tháng 2 năm 2013.
117. ↑  "COMPLETE WWE RAW REPORT: REMEMBER TO DOWNLOAD THE APP; THE SHIELD DEFEND THEIR TITLES; CM PUNK IS COMING BACK SOON; BRET HART IS IN THE HOUSE... AND SO IS SHAWN MICHAELS; HAPPY BIRTHDAY NATALYA, REMEMBER WE ARE IN YOUR HOME TOWN; AND MORE". Truy cập ngày 28 tháng 5 năm 2013.
118. ↑  "WWE Tag Team Champions Roman Reigns & Seth Rollins def. Randy Orton & Daniel Bryan". WWE. Lưu trữ bản gốc ngày 20 tháng 7 năm 2013. Truy cập ngày 20 tháng 7 năm 2013. Rollins ran in, disposed of Orton and landed a frightening leaping stomp on Bryan's skull for the pinfall.
119. ↑  Wortman, James. "Dean Ambrose def. U.S. Champion Kofi Kingston". WWE. Lưu trữ bản gốc ngày 24 tháng 5 năm 2013. Truy cập ngày 24 tháng 5 năm 2013. Representing the black-clad trio whose brutality knows no bounds...
120. ↑  "WWE: Special Op (The Shield) - Single by Jim Johnston". WWE. iTunes. Lưu trữ bản gốc ngày 26 tháng 2 năm 2013. Truy cập ngày 26 tháng 2 năm 2013.
121. ↑  Josh, Parry (ngày 7 tháng 12 năm 2012). "NXT Spoilers: New champion, The Shield involved, Nash's role, Hall of Famer at next TV taping". Pro Wrestling Torch. Truy cập ngày 3 tháng 1 năm 2013.
122. 1 2 3  "Pro Wrestling Illustrated (PWI) 500 for 2013". The Internet Wrestling Database. Truy cập ngày 22 tháng 8 năm 2013.
123. ↑  "Dean Ambrose's first United States Championship reign". Bản gốc lưu trữ ngày 8 tháng 6 năm 2013. Truy cập ngày 23 tháng 10 năm 2013.
124. 1 2  Meltzer, Dave (ngày 27 tháng 1 năm 2014). "Jan 27 2014 Wrestling Observer Newsletter: 2013 Annual awards issue, best in the world in numerous categories, plus all the news in pro-wrestling and MMA over the past week and more". Wrestling Observer Newsletter. Campbell, California. tr. 1–37. ISSN 1083-9593. Bản gốc lưu trữ ngày 27 tháng 8 năm 2020. Truy cập ngày 25 tháng 3 năm 2014.